# Эпитоп

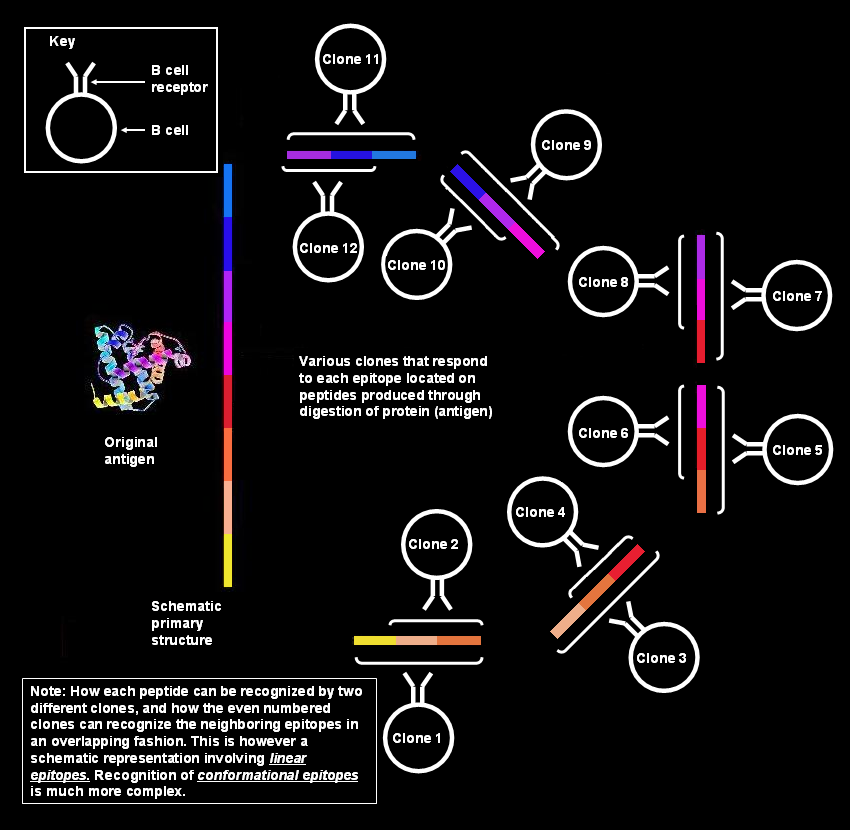
Линейные эпитопы для разных антител в рамках единой пептидной цепи одного антигена

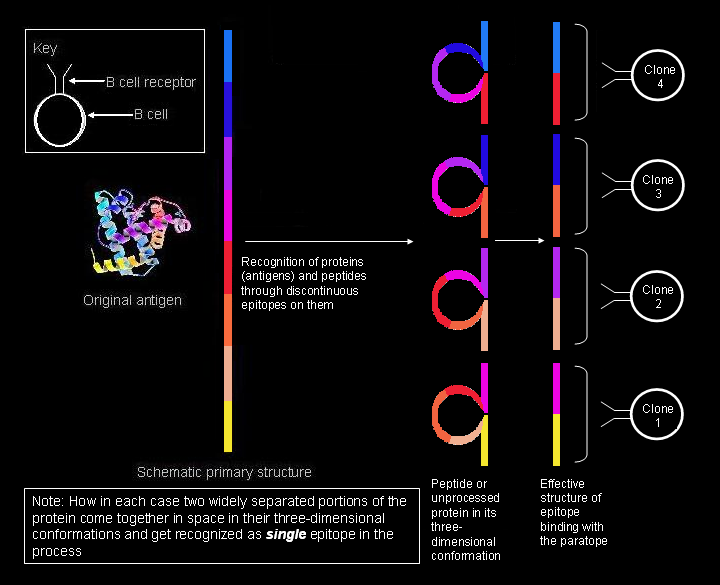
Эпитоп на поверхности белка-антигена может складываться из аминокислотных остатков, которые расположены далеко друг от друга в первичной структуре, но сближены в третичной

Эпитоп (англ. epitope), или антигенная детерминанта — часть макромолекулы антигена, которая распознаётся иммунной системой (антителами, B-лимфоцитами, T-лимфоцитами). Часть антитела, распознающая эпитоп, называется паратопом. Хотя обычно эпитопы относятся к чужеродным для данного организма молекулам (белкам, гликопротеинам, полисахаридам и др.), участки собственных молекул, распознаваемые иммунной системой, также называются эпитопами.
Большинство эпитопов, распознаваемых антителами или B-клетками, представляют собой трёхмерные структуры на поверхности молекул антигенов, которые точно совпадают по форме и пространственному расположению электрических зарядов с соответствующими паратопами антител. Исключение составляют линейные эпитопы, которые определяются характерной последовательностью аминокислот (первичной структурой), а не пространственной организацией. Протяжённость эпитопа, который способен распознать B-лимфоцит, может достигать 22 аминокислотных остатков.
Эпитопы для Т-клеток представлены на поверхности антигенпредставляющих клеток, где они связаны с молекулами главного комплекса гистосовместимости (MHC). Эпитопы, связанные с МНС I типа, обычно представляют собой пептиды, состоящие из 8—11 аминокислот, в то время как MHC II типа представляют более длинные пептиды, а нетипичные молекулы MHC представляют непептидные эпитопы, такие как гликолипиды. Эпитопы, которые узнают Т-клетки, могут быть только линейными и принадлежат антигенным молекулам, которые локализуются как на поверхности, так и внутри клеток.
Эпитопы могут определяться такими иммуноферментными методами как ELISPOT и ELISA, а также с использованием биочипов.
Молекулы ДНК, кодирующие эпитопы, которые распознаются известными антителами, могут быть «привязаны» к известным генам. В результате белковый продукт такого гена «с довеском» будет содержать соответствующий эпитоп, что позволяет следить за этим белком в условиях эксперимента. Для этой цели используются эпитопы c-myc, HA, FLAG, V5.
В некоторых случаях эпитопы дают перекрёстную реакцию. Это свойство используется иммунной системой в регуляции антиидиотипических антител, существование которых было предположено нобелевским лауреатом Нильсом Кай Жерне. Если антитело связывается с эпитопом какого-то антигена, его паратоп может стать эпитопом (то есть приобретает свойства антигена) для другого антитела. Если это второе антитело класса IgM, то его связывание усиливает иммунный ответ, если же оно класса IgG, то ослабляет.

## Взаимодействия эпитопа и паратопа
Антигенсвязывающий центр определяет специфичность антитела, образуя поверхность, комплементарную эпитопу антигена. Антитела связывают антиген не ковалентно. Площадь контакта антигена и антитела оценивается приблизительно в 700 квадратных ангстрем. Силы, принимающие участие во взаимодействии антиген — антитело:
1. Электростатические взаимодействия, возникают между заряженными боковыми группировками аминокислот в виде солевых мостиков;
2. Водородные связи, возникают между электрическими диполями;
3. Силы Ван-дер-Ваальса, обусловлены флуктуациями электронных облаков вокруг противоположно поляризованных соседних атомов;
4. Гидрофобные взаимодействия, происходят в тех случаях, когда две гидрофобные поверхности стремятся сблизиться, вытесняя воду.

По сравнению с ковалентными связями, все эти силы притяжения по отдельности сравнительно слабы, однако в совокупности они обуславливают высокоаффинное взаимодействие. Сила не ковалентной связи в первую очередь зависит от расстояния между взаимодействующими группами, таким образом требуется тесное сближение взаимодействующих групп.
Чтобы паратоп мог связаться со своим эпитопом, взаимодействующие участки должны быть комплементарными по конформации, распределению заряда и гидрофобности — лишь при этих условиях формируются гидрофобные мостики. В то же время, при перекрывании электронных оболочек в результате тесного контакта поверхностей белковых молекул могут возникать силы отталкивания. Соотношение сил притяжения и отталкивания играет решающую роль в определении специфичности молекулы антитела и её способности различать структурно сходные молекулы.